# Howella pammelas
Howella pammelas är en fiskart som först beskrevs av Heller och Snodgrass, 1903.  Howella pammelas ingår i släktet Howella och familjen Howellidae. Inga underarter finns listade i Catalogue of Life.